# I Ship It
I Ship It je americký komediální televizní seriál z let 2016–2019. Jeho autorkou je Yulin Kuang. Jeho první řada vznikla jako webový seriál pro streamovací službu CW Seed, kde byla premiérově uvedena v roce 2016. Stanice The CW následně objednala ve formě klasického televizního seriálu, jejíž první díl měl premiéru 19. srpna 2019. Po dvou odvysílaných epizodách však byl stažen z vysílání a krátce na to byla celá druhá řada, včetně dosud neuvedených dílů, zpřístupněna na CW Seed.

## Příběh
Ellu opustil její přítel Chris. Aby se mu pomstila, rozhodne se založit si skupinu a zúčastnit se s ní hudební soutěže, na níž se zapsal i Chrisova kapela. Ve svých spoluhráčích najde kamarádky i nového přítele Tima. Ve druhé sérii Ella pracuje v přepravní agentuře, její životní náplní je ale fiktivní seriál Superstition, pro nějž píše fanfikci. Když má její společnost přepravit showrunnerovi tohoto pořadu zásilku, vydá se Ella ji doručit sama. Okouzlená natáčením svého oblíbeného seriálu se rozhodne ukončit svůj pracovní poměr a stane se asistentkou produkce Superstition.

## Obsazení
- Helen Highfield jako Ella
- Riley Neldam jako Tim
- Yasmine Al-Bustami jako Sasha
- Jacqui Calloway jako Denver (1. řada)

## Vysílání
| Řada | Díly | Premiéra v USA  | Premiéra v USA   | Stanice v USA  |
| Řada | Díly | První díl       | Poslední díl     | Stanice v USA  |
| ---- | ---- | --------------- | ---------------- | -------------- |
| 1    | 10   | 22. června 2016 | 6. července 2016 | CW Seed        |
| 2    | 6    | 19. srpna 2019  | 29. srpna 2019   | The CW CW Seed |